# 인천은 소통e가득
인천은 소통e가득은 2018년 12월 3일에 만들어진 인천시의 청원 사이트이다.

## 청원 방법
1. 회원 가입 (14세 이상만 가능)
2. 청원 신청
3. 게시 검토: 청원 제외 대상 검토
4. 청원 지지: 30일간 3천명 이상 지지
5. 청원 답변

## 답변이 된 청원
- 청라국제도시의 발전을 저해하고 청라주민을 우롱하는 김진용 경자청장의 사퇴를 요청합니다. 보관됨 2019-02-11 - 웨이백 머신
- 청라광역 소각장 폐쇄, 이전되어야 합니다.[깨진 링크(과거 내용 찾기)]